# Banjiran
Banjiran is een bestuurslaag in het regentschap Batang van de provincie Midden-Java, Indonesië. Banjiran telt 2405 inwoners (volkstelling 2010).